# Арбос, Хайме
Хайме Арбос Серра (исп. Jaime Arbós Serra, кат. Jaume Arbós i Serra, 29 февраля 1952, Тарраса, Испания) — испанский хоккеист (хоккей на траве), полузащитник. Серебряный призёр летних Олимпийских игр 1980 года, чемпион Европы 1974 года.

## Биография
Хайме Арбос родился 29 февраля 1952 года в испанском городе Тарраса.
Играл в хоккей на траве за «Атлетик» из Таррасы в течение всей карьеры. Два раза выигрывал Кубок Короля (1984—1985), три раза — чемпионат Испании (1983—1985), Кубок европейских чемпионов (1985).
В 1972 году вошёл в состав сборной Испании по хоккею на траве на летних Олимпийских играх в Мюнхене, занявшей 7-е место. Играл на позиции полузащитника, провёл 8 матчей, мячей не забивал.
В 1974 году в составе сборной Испании завоевал золотую медаль чемпионата Европы в Мадриде.
В 1976 году вошёл в состав сборной Испании по хоккею на траве на летних Олимпийских играх в Монреале, занявшей 6-е место. Играл на позиции полузащитника, провёл 7 матчей, забил 1 мяч в ворота сборной Малайзии.
В 1980 году вошёл в состав сборной Испании по хоккею на траве на летних Олимпийских играх в Москве и завоевал серебряную медаль. Играл на позиции полузащитника, провёл 6 матчей, мячей не забивал.
В 1984 году вошёл в состав сборной Испании по хоккею на траве на летних Олимпийских играх в Москве, занявшей 8-е место. Играл на позиции полузащитника, провёл 7 матчей, забил 4 мяча (по два в ворота сборных Индии и Малайзии).